# Friedrich Rückert
Friedrich Rückert   (Schweinfurt, 16 de maig de 1788 - Neuses, 31 de gener de 1866) va ser un poeta alemany, traductor i professor de llengües orientals.

## Biografia
Rückert va néixer a Schweinfurt i va ser el fill gran d'un advocat. Va ser educat al Gymnasium local i a les universitats de Würzburg i Heidelberg. Del 1816 al 1817 va treballar a l'equip editorial del Morgenblatt a Stuttgart. Gairebé tot l'any 1818 va ser a Roma, i després va viure diversos anys a Coburg (1820-1826). Rückert es va casar amb Luise Wiethaus-Fischer el 1821. Va ser nomenat professor d'idiomes orientals a la Universitat d'Erlangen el 1826 i el 1841 va ser cridat a un càrrec similar a Berlín, on també va ser nomenat conseller privat. El 1849 va renunciar a la seva càtedra a Berlín i va anar a viure a temps complet a la seva Gut (finca) a Neuses (ara part de Coburg).
Quan Rückert va començar la seva carrera literària, Alemanya estava en guerra amb Napoleó; i el seu primer volum, Deutsche Gedichte (Poemes alemanys), el va publicar el 1814 amb el pseudònim Freimund Raimar. Del 1815 al 1818 va aparèixer Napoleon, eine politische Komödie en drei Stücken (Napoleó, una comèdia política en tres parts), de les quals només se'n van publicar dues parts; i el 1817 Der Kranz der Zeit.
Va publicar un recull de poemes, Östliche Rosen (Roses orientals), el 1822; i del 1834 al 1838 es van publicar els seus Gesammelte Gedichte (Poemes recopilats) en sis volums, una selecció que ha passat per moltes edicions.
Rückert dominava trenta idiomes i va deixar la seva empremta principalment com a traductor de poesia oriental i com a escriptor de poemes concebuts amb l'esperit dels mestres orientals. Va cridar molta atenció una traducció del Maqama d'Al-Hariri de Bàssora (Hariris Makamen) el 1826; Nal und Damajanti, un conte indi, el 1828; Rostem und Suhrab, eine Heldengeschichte (Rostem i Suhrab, una història d'herois) el 1830, i Hamasa, oder die ältesten arabischen Volkslieder (Hamasa, o les cançons populars àrabs més antigues) el 1846.
Entre els seus escrits originals, que tracten temes orientals, hi ha:
- Morgenländische Sagen und Geschichten (Mites i Poemes Orientals) (1837)
- Erbauliches und Beschauliches aus dem Morgenland (Edificant i contemplatiu, de l'Orient) (1836-1838)
- Brahmanische Erzählungen (Brahmin Stories) (1839).

La seva obra més elaborada és Die Weisheit des Brahmanen (La saviesa dels bramans), publicada en sis volums del 1836 al 1839. El primer Liebesfrühling (Primavera de l'Amor) (1844), un cicle de cançons d'amor, és la més coneguda de totes les produccions de Rückert.
Del 1843 al 1845 va treure els drames Saul und David (1843), Herodes der Große (1844), Kaiser Heinrich IV (1845) i Christofero Colombo (1845), tots considerats molt inferiors a l'obra a la qual deu el seu lloc en la literatura alemanya. Durant la Guerra dels Ducats va escriure Ein Dutzend Kampflieder für Schlesremol-Holstein (Una dotzena de cançons de batalla per a Slesvig-Holstein), que tot i que es va publicar de manera anònima, va causar una gran impressió en el públic.
Rückert va morir el 1866 a Neuses, ara part de Coburg. Està enterrat al seu cementiri. 
Continua exercint una forta influència en els estudis orientals a Alemanya (per exemple, Annemarie Schimmel).
La poesia de Rückert va ser una poderosa inspiració per als compositors i hi ha al voltant de 121 configuracions del seu treball, darrere només de Goethe, Heine i Rilke en aquest sentit. Entre els compositors que van posar la seva poesia en la música hi ha Schubert, Robert i Clara Schumann, Brahms (Dues cançons per a veu de contralt, amb viola i piano), Josef Rheinberger, Mahler (cicles de cançons Kindertotenlieder, Rückere - Lieder), Max Reger, Richard Strauss, Zemlinsky, Hugo Barobjah.

## Monuments

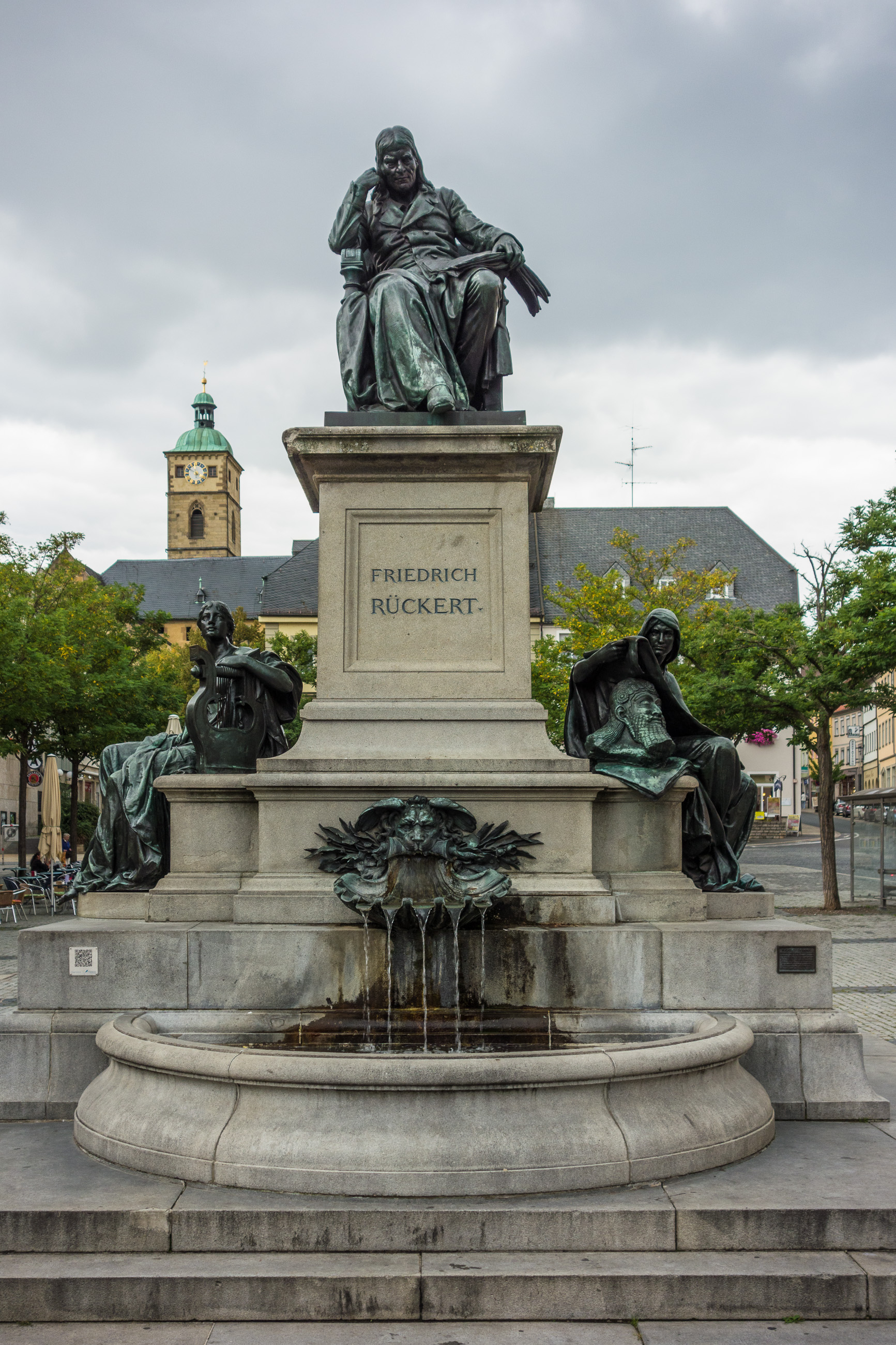
Rückert Denkmal (monument) en Schweinfurt El 2014.

Un monument a Rückert està situat a Marktplatz, a Schweinfurt. El monument de Rückert, la casa natal del qual es troba a la cantonada sud-est de l'Ajuntament, s'ha situat a la plaça central de Schweinfurt des del 1890. El van crear l'arquitecte Friedrich Ritter von Thiersch i l'escultor Wilhelm von Rühmann. Figures al·legòriques de les seves obres –Geharnischte Sonette ("Withering Sonnets") i Weisheit donis Brahmanen ("Saviesa dels Bramans")– se situen als peus de la Rückert de bronze.
Rückert també és commemorat per un petit museu a la seva casa de Neuses (ara a Friedrich-Rückere Strasse) i un parc, Rückertpark, que també en té un bust commemoratiu: :113 El museu de la Friedrich-Rückere Straße conté més de 1.000 nines, inclosa l'àvia de la famosa "Barbie".

## Literatura
Els anys 1868 i 1869 es va publicar en 12 volums una edició completa de les obres poètiques de Rückert. Les edicions subsegüents han estat editades per L. Laistner (1896), C. Beyer (1896), G. Ellinger (1897). Vegeu B. Fortlage, F. Rückert und seine Werke (1867); C. Beyer, Friedrich Rückert, ein biographisches Denkmal (1868), Neue Mitteilungen über Rückert (1873) i Nachgelassene Gedichte Rückerberger und Studien.
- Hans Wollschläger und Rudolf Kreutner (Ed.): Historisch-kritische Ausgabe in Einzelbänden, Schweinfurt 1998 ff.; fins ara 4 volums en 5 parts (fins al juliol del 2004):
  - Die Weisheit donis Brahmanen, 2 volums, 1998.
  - Gedichte von Rom, 2000.
  - Liedertagebuch I/II, 1846–1847, 2001
  - Liedertagebuch III/IV, 1848–1849, 2002.
  - Liedertagebuch V/VI, 1850–1851, Erster Band, 2003.
- Hans Wollschläger (Ed.): Kindertotenlieder [1993 també com insel taschenbuch 1545].
- Hartmut Bobzin (Ed.): Der Koran in der Übersetzung von Friedrich Rückert, 4th ed., Würzburg 2001.
- Friedrich Rückert: Königsbuch de Firdosi (Schahname) Sage I-XIII. Aus dem Nachlaß herausgegeben von E. A. Bayer. 1890. Nachdruck: epubli GmbH, Berlín, 2010
- Friedrich Rückert: Königsbuch de Firdosi (Schahname) Sage XX–XXVI. Aus dem Nachlaß herausgegeben von E. A. Bayer. Nachdruck der Erstausgabe. epubli Berlin, 2010, . (Detalls)
- Wolfgang von Keitz (Hrsg.): Oestliche Rosen. epubli, Berlín 2012, . (Detalls)